# Dominique Le Guludec
Dominique Le Guludec est cardiologue et professeure de biophysique et médecine nucléaire. 
Depuis 1994, elle est professeur des universités-praticien hospitalier à l'hôpital Bichat-Claude-Bernard. 
En novembre 2013, elle est nommée présidente du conseil d'administration de l'Institut de radioprotection et de sûreté nucléaire. 
En décembre 2017, elle succède à Agnès Buzyn à la tête du collège de la Haute Autorité de santé,.

## Distinctions
- Chevalier de la Légion d'honneur (2014).